# Równanie różniczkowe Bessela zmodyfikowane
Równanie różniczkowe Bessela zmodyfikowane (ang. modified Bessel equation) – równanie różniczkowe zwyczajne drugiego rzędu o zmiennych współczynnikach wyrażane w postaci:
{\displaystyle z^{2}{\frac {d^{2}f(z)}{dx^{2}}}+z{\frac {df(z)}{dx}}-(z^{2}+\nu ^{2})f(z)=0,}
gdzie {\displaystyle z} jest zmienną zespoloną. Parametr rzeczywisty {\displaystyle \nu } nazywa się czasami rzędem zmodyfikowanego równania Bessela (nie mylić z rzędem równania różniczkowego !). Rozwiązaniami powyższego równania są tzw. zmodyfikowane funkcje Bessela pierwszego i drugiego rodzaju argumentu zespolonego {\displaystyle z{:}}
{\displaystyle I_{\nu }(z),}
{\displaystyle K_{\nu }(z).}
W przypadku, gdy zmienna niezależna w zmodyfikowanym równaniu Bessela jest rzeczywista, mamy:
{\displaystyle x^{2}{\frac {d^{2}f(x)}{dx^{2}}}+x{\frac {df(x)}{dx}}-(x^{2}+\nu ^{2})f(x)=0,}
a rozwiązaniami tego równania są zmodyfikowane funkcje Bessela pierwszego i drugiego rodzaju argumentu rzeczywistego {\displaystyle x{:}}
{\displaystyle I_{\nu }(x),}
{\displaystyle K_{\nu }(x).}
Czasami niezbyt poprawnie zmodyfikowane funkcje Bessela nazywa się funkcjami Bessela urojonego argumentu.